# Łosinka (gromada)
Łosinka – dawna gromada, czyli najmniejsza jednostka podziału terytorialnego Polskiej Rzeczypospolitej Ludowej w latach 1954–1972.
Gromady, z gromadzkimi radami narodowymi (GRN) jako organami władzy najniższego stopnia na wsi, funkcjonowały od reformy reorganizującej administrację wiejską przeprowadzonej jesienią 1954 do momentu ich zniesienia z dniem 1 stycznia 1973, tym samym wypierając organizację gminną w latach 1954–1972.
Gromadę Łosinka z siedzibą GRN w Łosince utworzono – jako jedną z 8759 gromad – w powiecie hajnowskim w woj. białostockim, na mocy uchwały nr 16/V WRN w Białymstoku z dnia 4 października 1954. W skład jednostki weszły obszary dotychczasowych gromad Borysówka, Gorodzisko, Koweła, Krynica, Kutowaja, Łosinka, Prybutki, Rzepiska i Wasilkowo oraz miejscowość Kotłówka z dotychczasowej gromady Kotłówka ze zniesionej gminy Łosinka w tymże powiecie. Dla gromady ustalono 20 członków gromadzkiej rady narodowej.
31 grudnia 1959 do gromady Łosinka przyłączono wieś Krzywiec i przysiółek Straszczyzn ze zniesionej gromady Waśki, wsie Kamień i Łopuchówka oraz kolonię Zabłocie ze zniesionej gromady Tyniewicze Duże oraz wsie Wólka i Trywieża oraz przysiółki Bujakowszczyzna, Wieżanka, Maksymowszczyzna i Podwieżanka ze zniesionej gromady Kuraszewo.
Gromada przetrwała do końca 1972 roku, czyli do kolejnej reformy gminnej.